# Ematurga centrilineata
Ematurga centrilineata là một loài bướm đêm trong họ Geometridae.